# Aziza Aliyu
Aziza Aliyu (ur. 1 stycznia 1985) – etiopska lekkoatletka, specjalistka od długich dystansów.

## Osiągnięcia
- dwa medale mistrzostw świata w biegach przełajowych (Bruksela 2004) – w kategorii juniorek srebro indywidualnie oraz złoto w drużynie

## Rekordy życiowe
- półmaraton – 1:11:07 (2008)
- bieg na 3000 m (hala) – 9:17,59 (2007)